# (31746) 1999 JP82
1999 JP82 (asteroide 31746) é um asteroide da cintura principal. Possui uma excentricidade de 0.09151250 e uma inclinação de 12.07766º.
Este asteroide foi descoberto no dia 12 de maio de 1999 por LINEAR em Socorro.